# Peter Schorn
Peter Schorn (* 1978 in Brixen, Südtirol) ist ein italienischer Schauspieler mit deutschsprachigem Hintergrund.

## Leben

### Ausbildung und Theater
Peter Schorn, der bereits mit 15 Jahren Schauspieler werden wollte, absolvierte ein Psychologiestudium an der Universität Innsbruck. Von 1998 bis 2000 studierte er nebenher Angewandte Theaterpädagogik und erhielt seine Schauspielausbildung u. a. bei Felix Rellstab an der Schauspielakademie Zürich. Außerdem besuchte er im Sommer 2007 die Neighborhood Playhouse School of the Theatre in New York City. 2010 legte er die staatliche ZAV-Prüfung ab.
Seit 2004 lebt er als freischaffender Schauspieler in Südtirol und arbeitet schwerpunktmäßig in Bozen und Brixen. Erste professionelle Theatererfahrungen machte Schorn im Tanztheater am Theaterpädagogischen Zentrum Brixen, wo er insgesamt vier Jahre in Choreografien von Elfi Troi mitwirkte. 2006 spielte er erstmals bei der „Gruppe Dekadenz“, einem freien Südtiroler Theaterensemble unter der Leitung des Schauspielers und Regisseurs Georg Kaser (* 1953), wo er in späteren Jahren immer wieder in verschiedenen Produktionen (William Shakespeare, Werner Schwab, Thomas Bernhard, Federico García Lorca, Georg Büchner, Brecht/Weill) mitwirkte und Rollen wie Hamlet und Mackie Messer verkörperte.
Seit 2006 tritt er regelmäßig an den Vereinigten Bühnen Bozen auf, wo er zahlreiche Rollen des klassischen und modernen Theaterrepertoires spielte. Zu seinen Rollen dort gehörten u. a. Medwedenko in Die Möwe (2006, Regie: Kurt Veth), Camille in Floh im Ohr von Georges Feydeau (2007, Regie: Peter Pikl), Lord Savage im Jekyll & Hyde-Musical (2007, Regie: Hans Holzbecher), Felix in Der einsame Weg (2007, Regie: Patrick Guinand), Christopher Wren in Die Mausefalle (2009, Regie: Georg Clementi), Marchese di Albafiorita in Die Wirtin von Peter Turrini (2012, Regie: Georg Clementi), Schnock in Ein Sommernachtstraum (2016, Regie: Georg Schmiedleitner), Razmann in Die Räuber (2016, Regie: Philipp Jescheck), Alfred Klapproth in Pension Schöller (2017, Regie: Maya Fanke) und Lieutenant Schrank im Musical West Side Story (2017, Regie: Rudolf Frey).
In der Spielzeit 2017/18 übernahm er an den Vereinigten Bühnen Bozen die Sprechrolle des Leutnants Eugen von Rohnsdorff in der Kálmán-Operette Die Csárdásfürstin. In der Spielzeit 2017/18 gastierte er außerdem am Theater an der Effingerstrasse in Bern als Spielleiter in Max Frischs Theaterstück Biografie: Ein Spiel. Im September 2018 trat er gemeinsam mit Georg Kaser in der Regensburger Kultur- und Kreativwirtschaft „Das Degginger“ in einer Zwei-Personen-Fassung von Goethes Faust auf. In der Spielzeit 2018/19 spielte er an den Vereinigten Bühnen Bozen einen Schweinefleisch-Lobbyisten in der von Tom Kühnel und Ralf Fiedler entwickelten Bühnenfassung des Bestsellers Die Hauptstadt von Robert Menasse.
Mehrfach trat er außerdem bei den Freilichtspielen Lana und in Produktionen der genreübergreifenden „Fabrik Azzurro“ auf. Außerdem war er Gründungsmitglied des Kleinkunst- und Improvisationstheaters „Carambolage“ in Bozen. Er arbeitet in Südtirol auch als Radio-Comedian und „Telefonschreck“ und tritt beim Sommertheater im Brixner „Tschumpus“ auf.

### Film und Fernsehen
Schorn wirkte in zahlreichen deutschen, österreichischen und italienischen Kino- und Fernsehproduktionen mit. Er arbeitete u. a. unter der Regie von Giuseppe Tornatore, Til Schweiger, Wolfgang Murnberger, Mirjam Unger und Umut Dağ.
Sein Kino-Debüt gab er in Philipp J. Pamers Historienfilm Bergblut (2010). In der in Südtirol spielenden italienischen Fernsehserie Die Bergpolizei – Ganz nah am Himmel übernahm Schorn, der in dieser Produktion auch Italienisch sprach, 2015 eine Episodenhauptrolle an der Seite von Terence Hill. In der nach dem Auftaktfilm nicht fortgeführten ZDF-Fernsehreihe Mordkommission Königswinkel (2017) verkörperte Schorn, an der Seite von Vladimir Burlakov, den italienischen Restaurantbesitzer und mutmaßlichen Mafioso Francesco Danesi. In der 19. Staffel der ZDF-Serie Die Rosenheim-Cops (2019) übernahm Schorn eine Episodenhauptrolle als Bräutigam Thomas Greiner und Mitinhaber einer Firma für Industriebau.

### Privates
Peter Schorn ist mit der Schauspielerin Eva Kuen liiert. Er ist Vater eines Sohnes und lebt mit seiner Familie in Brixen.

## Filmografie (Auswahl)
- 2010: Bergblut (Kinofilm)
- 2015: Die Bergpolizei – Ganz nah am Himmel: Amici per la pelle (Fernsehserie, eine Folge)
- 2015: Luis Trenker – Der schmale Grat der Wahrheit (Fernsehfilm)
- 2016: La corrispondenza (Kinofilm)
- 2016: Maikäfer flieg (Kinofilm)
- 2016: Landkrimi: Endabrechnung (Fernsehfilm)
- 2017: Mordkommission Königswinkel – Liebe bis über den Tod (Fernsehfilm)
- 2018: Head Full of Honey (Kinofilm)
- 2018: Ötzi e il mistero del tempo (Fernsehfilm)
- 2019: Die Rosenheim-Cops: Hochzeit in Gefahr (Fernsehserie, eine Folge)
- 2021: Sturm der Liebe (Fernsehserie)
- 2024: Der Bozen-Krimi: Geheime Bruderschaft (Fernsehreihe)
- 2025: Die Vorkosterinnen (Le assaggiatrici)